# Slater (Missouri)
Slater – miasto w Stanach Zjednoczonych, w stanie Missouri, w hrabstwie Saline.